# 日本洋酒酒造組合
日本洋酒酒造組合（にほんようしゅしゅぞうくみあい、英文名称:JAPAN SPIRITS & LIQUEURS MAKERS ASSOCIATION）は、酒税の保全及び酒類業組合等に関する法律に基づいて組織された法人。

## 概要
- 沿革
  - 1929年 - 全国酒精含有飲料組合発足。
  - 1940年 - 酒税法施行により、全国酒精含有飲料組合を解散し、全国雑酒製造組合を設立。
  - 1943年 - 酒類業団体法公布により、全国雑酒製造組合を解散し、日本雑酒酒造組合を設立。
  - 1948年 - GHQの命令により日本雑酒酒造組合閉鎖。洋酒製造業者の有志により日本洋酒協会を設立。
  - 1953年 - 酒税の保全及び酒類業組合等に関する法律に基づき、現組織である日本洋酒酒造組合を設立

## 活動内容
- 飲酒運転や未成年者の飲酒防止のための活動
- イッキ飲みや妊産婦・授乳中の者の飲酒に対する注意喚起
- 品質表示や誤飲防止表記、広告に関する自主基準の制定
- 酒税などに関するロビー活動
- 洋酒に関する調査統計、広報活動および会員間相互の連絡業務など